# Rīkhān-e Do
Rīkhān-e Do (persiska: ریخان دو) är en ort i Iran.   Den ligger i provinsen Lorestan, i den västra delen av landet, 400 km sydväst om huvudstaden Teheran. Rīkhān-e Do ligger 1 642 meter över havet och antalet invånare är 115.
Terrängen runt Rīkhān-e Do är kuperad. Runt Rīkhān-e Do är det ganska glesbefolkat, med 28 invånare per kvadratkilometer. Närmaste större samhälle är Cheshmeh Sorkheh, 18,3 km nordost om Rīkhān-e Do. Omgivningarna runt Rīkhān-e Do är i huvudsak ett öppet busklandskap.